# Deregulacija medija u Ujedinjenom Kraljevstvu
Regulacija se može definisati kao nadzor i kontrola privatnih preduzeća od države u ime opštih interesa, u kojoj je najznačajnija zaštita od monopola. S toga, proces deregulacije predstavlja suprotnu tendenciju – smanjivanje uticaja države na aktivnosti institucija i prepuštanje (ne)državnih institucija novom regulatoru, odnosno tržištu.
Taj proces presonifikuju Ronald Regan, predsjadnik SAD (1981−1989) i Margaret Tačer, predsjednica vlade Ujedinjenog Kraljevstva (1979−1990). Otuda naziv reganizam, odnosno tačerizam. 
Ujedinjeno Kraljevstvo je zemlja koja je osamdesetih godina 20. vijeka prihvatila ideologiju i politiku neoliberalizma, pa tako se ista situacija reflektovala i na polje medija. Prije svega, mora se naglasiti da je u Velikoj Britaniji štampa tradicionalno u privatnom vlasništvu, još od samih početaka ovog medija, tako da deregulacija zahvata elektronske medije ove zemlje. 
Prethodno, potrebno je definisati neoliberalnu doktrinu koju je u medije uvela Margaret Tačer, lider Konzervativne partije. Neoliberalizam se zasniva na neprikosnovenoj vjeri u tržište, bez direktnog uticaja na javne medije. Međutim, neoliberalisti uvijek teže privatnim, komercijalizovanim medijima jer na njih mogu da utiču. 

## Početak deregulacije
Prvi talas deregulacije desio se sredinom pedesetih godina uvođenjem privatnog kanala koji je razbio monopol BBC-a. Kada se početkom osamdesetih godina pristupilo stvaranju novog nacionalnog RTV kanala, grupacija finansijski najmoćnijih oglašivača, reklamnih agencija i investitora dobili su saveznika u Margaret Tačer. Konzervativci su podržali ideju o novom TV kanalu, utemeljenom na principima profita i konkurencije sa dva kanala BBC-a i jednim kanalom komercijalnog ITV sistema(osnovanog 1954. god). Tako je osnovan „Channel 4“, kao korporacija sa nacionalnim obuhvatom pod nadzorom IBA (Independent Broadcasting Authority).
Ovde se vidi ogromna nadmoć novog kanala: imali su nacionalnu pokrivenost što je značilo ogromne prihode od oglasa i reklama. ITV je i dalje imao određena ograničenja, a najveće je bilo to što je imao regionalni domet. "Channel 4" je komercijalni kanal, ali nije u privatnom vlasništvu, što je značilo da je morao da ulaže u kvalitetne i skuplje TV programe. Takođe, obavezan je da pokriva sve interese na tlu Velike Britanije. Ovaj korak pokazao je da je deregulacija bila finansijski uspješan korak, bez obzira na ostale parametre.
Glavni deregulacioni udar došao je poslije 1990. godine i Pikokovog izvještaja koji je doveo do ključnog zaokret ka privatizaciji. To se dogodilo jer je razbijen duopol (BBC i ITV sa Kanalom 4), jer su sada ova dva medija bila obavezna da najmanje četvrtinu svojih programa kupuju od privatnih producenata, čime je oslabljena njihova vertikalna integracija i stvoren dodatni prostor za njihove konkurente – privatne operatere. Uvedena je i obavezna licitacija za privatne medijske kompanije, kojima je omogućeno da se uključe u ITV mrežu na regionalnom nivou. Država je, prodajući svoj monopol na frekvencije, zarađivala ogroman novac, ali je istovremeno primoravala TV kompanije, koje su novac uložile u dobijanje dozvola za emitovanje, da maksimalno komercijalizuju svoje programe i prilagode se ukusu što većeg broja gledalaca, kako bi privukle što više skupo plaćenih reklama. Radi toga je pokrenut Kanal 5, koji je usmjeren na omladinsku publiku i njena interesovanja – u prvom redu pop – muziku. Od polovine devedesetih privatizacija je usmjerena u pravcu koncentracije vlasništva, tako da su većinu već privatizovanih TV stanica kupili TV Karlton i TV Granada.
Nastup satelitske privatne Sky TV Ruperta Mardoka, koja je agresivnim marketingom, najprije marginalizovala konkurentsku javnu satelitsku TV BSB a zatim je i kupila, doveo je u procesu deregulacije u Velikoj Britaniji do stvaranja posljednjeg BskyB. Umjesto do tada dominantnog nacionalnog okvira, deregulacija je ovim poduhvatom dobila globalnu dimenziju.
Središnju ulogu u procesu (de)regulacije britanskih elektronskih medija ima Ofkom (Office of Communication) koji je nastao 2002. godine, da bi objedinio rad pet do tada postojećih institucija.

## Spoljašnje veze
- Rupert Mardok
- Tačerizam